# Platysphinx bouyeri
Platysphinx bouyeri is een vlinder uit de familie pijlstaarten (Sphingidae). De wetenschappelijke naam van deze soort is voor het eerst geldig gepubliceerd in 2003 door Haxaire & Bompar.
De soort komt voor in het Afrotropisch gebied.